# 米拉尔里奥
米拉尔里奥，是西班牙卡斯蒂利亚-拉曼恰瓜达拉哈拉省的一个市镇。总面积8平方公里，总人口80人（2001年），人口密度10人/平方公里。